# Aslina Chua An Ping
Aslina Chua An Ping (* 26. Januar 1996) ist eine ehemalige malaysische Tennisspielerin.

## Karriere
Chua An Ping begann mit sechs Jahren das Tennisspielen und ihr bevorzugter Spielbelag ist der Teppich. Sie spielt hauptsächlich auf dem ITF Women’s Circuit, konnte allerdings noch keinen Turniersieg erzielen. Ihr Debüt auf der WTA Tour gab sie bei den BMW Malaysian Open 2013 mit einer Wildcard im Hauptfeld des Einzel- und Doppelwettbewerbs. In der ersten Runde im Einzel verlor sie gegen die Chinesin Zhang Shuai mit 0:6 und 1:6. Im Doppelwettbewerb scheiterte sie ebenfalls bereits in der ersten Runde mit ihrer Partnerin Yang Zi an der Paarung Rika Fujiwara und Zheng Saisai knapp in drei Sätzen mit 5:7, 6:3 und [4:10].
Sie spielte 2013 und 2014 im Fed Cup in bislang 12 Begegnungen für die Malaysische Fed-Cup-Mannschaft. Von 16 Partien konnte sie acht gewinnen, davon fünf im Einzel und drei im Doppel.